# Müşkapat
Müşkapat (armeniska: Մուշկապատ) är en ort i Azerbajdzjan.   Den ligger i distriktet Xocavənd Rayonu, i den centrala delen av landet, 260 km väster om huvudstaden Baku. Müşkapat ligger 1 024 meter över havet.
Terrängen runt Müşkapat är kuperad. Runt Müşkapat är det ganska tätbefolkat, med 52 invånare per kvadratkilometer.. Müşkapat är det största samhället i trakten. 
Trakten runt Müşkapat består till största delen av jordbruksmark.